# Oxisterol
L'oxisterol és un derivat oxigenat (oxidat) del colesterol. Es forma per l'oxidació on participen enzims i/o prooxidants. Dins el grup d'oxisterols també s'hi inclouen els derivats oxigenats dels esterols de plantes i els derivats dels precursors del colesterol. Els òxids del colesterol es formen en els primers passos del metabolisme d'aquest per espècies reactives d'oxigen.
Els oxisterols tenen un paper important en diferents processos biològics, com ara l'homeòstasi del colesterol, el metabolisme dels lípids (esfingolípids, àcids grassos), l'apoptosi, l'autofàgia i la prenil·lació de proteïnes. A més a més, tenen molt més facilitat que el colesterol a travessar membranes.

## Etimologia
La paraula "oxisterol" prové del grec oxys (àcid) i stereos (sòlid), amb el sufix químic -ol que es refereix a un alcohol.

## Estructura

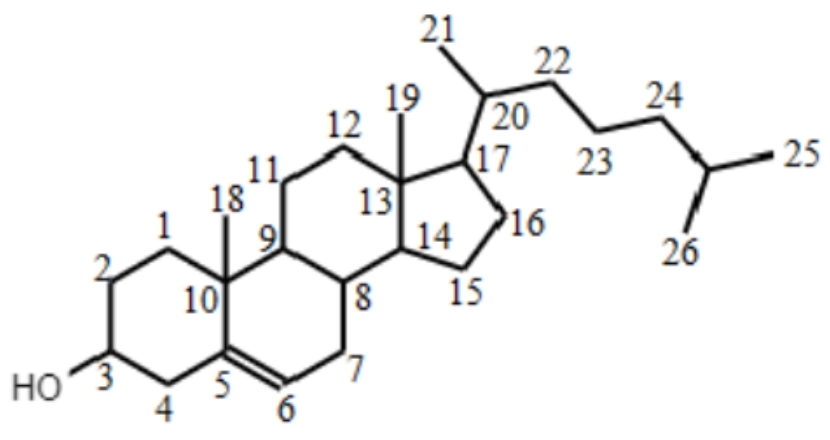
Numeració dels carbonis del colesterol

Els oxisterols estan formats per un cap polar constituït pel grup hidroxil i una cua o porció apolar formada pel carbocicle de nuclis condensats i els substituents alifàtics. A més, com a oxigenat del colesterol també tenen un o més grups hidroxils en algún altre carboni.
Les característiques que el grup hidroxil confereix a la molècula permetrà que dugui a terme les seves funcions dins l'organisme. Tot i això, entre els diferents tipus d'oxisterol, l'estructura és molt variable.

## Tipus d'oxisterols
Hi ha una gran diversitat d'oxisterols, ja que segons l'oxidació del colesterol adquireixen estructura i característiques diferents. A la següent llista es troben els oxisterols més coneguts: 

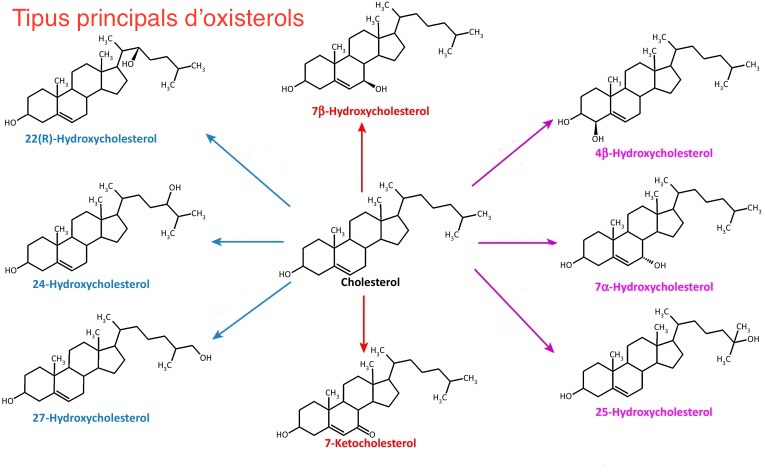
Tipus d'oxisterols més coneguts, tots formats a partir de l'oxidació del colesterol.

- 7-alfa-hidroxicolesterol: té un paper molt important en la síntesi dels àcids biliars.
- 7-beta-hidroxicolesterol: es produeix al cervell i s'està estudiant encara ara si té relació amb la Malaltia d'Alzheimer o no.
- 27-hidroxicolesterol: és l'oxisterol que més es troba al flux sanguini.
- 4-beta-hidroxicolesterol: és molt abundant al plasma i és força estable.
- 24-hidroxicolesterol: es troba al reticle endoplasmàtic llis de les neurones.
- 25-hidroxicolesterol: és produït per les cèl·lules immunitàries quan hi ha una infecció al nostre cos.
- 22(R)-hidroxicolesterol: són capaços d'activar els receptors X del fetge.[3]
- 7-cetocolesterol: en la seva síntesi també hi ha intervé esterificació i sulfatació.

## Síntesi
Durant el segle xx, diversos investigadors van realitzar una sèrie d'experiments per tal de determinar la ruta metabòlica que portava a la formació dels oxisterols. A causa de la diversitat que presenta aquesta biomolècula, no hi ha una única ruta ni un lloc concret de l'organisme on es produeixi la seva síntesi. En definitiva, la ruta de formació difereix segons l'oxisterol que es tracta.
La primera distinció del procediment de formació dels oxisterols va ser si aquests es formaven per oxidació enzimàtica del colesterol (amb l'acció principal del citocrom P450) o a causa d'una autoxidació del colesterol. El 2000, el científic Schoepfer va publicar una revisió sobre la formació dels oxisterols explicant detalladament els resultats obtinguts de tots els experiments que es varen realitzar anys anteriors per tal d'arribar a una conclusió concreta sobre la seva síntesi. Fins i tot després de la recerca realitzada, encara no se sap la formació d'alguns oxisterols, com és el cas dels 4-hidroxisterols.
Actualment, no s'ha trobat amb plena exactitud quin és el procés de formació dels diferents oxisterols, però a partir de diferents estudis, es pot deduir quines substàncies o quines condicions promouen la seva síntesi i a partir d'aquests estudis es pot inferir una aproximació del procés de formació.
A continuació hi ha un recull dels resultats més rellevants d'aquestes investigacions.

### Síntesi del 24-, 25-, 26-hidroxicolesterol

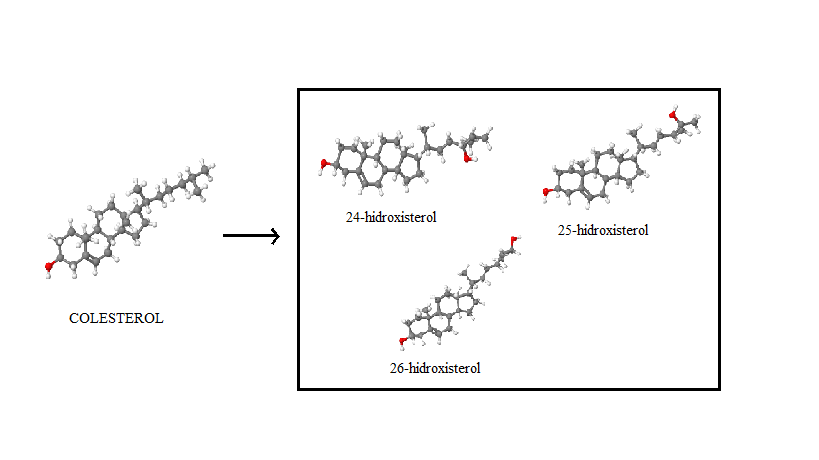
Els oxisterols 24-hidroxisterol, 25- hidroxisterol i 26-hidroxisterol es sintetitzen a partir del colesterol

Per reportar la via que seguia aquest grup d'oxisterols, els investigadors van partir de la mateixa base d'experimentació: incubar en un mitocondri hepàtic de rata el (4-¹⁴C)Chol. Cada científic va variar les condicions dels experiments com, per exemple, la presència d'oxigen, nitrogen o NADPH. Es van estudiar l'efecte que provocava cada variació sobre l'experiment per anar traçant la ruta de formació. Les tècniques per detectar els oxisterols van ser, en la seva majoria, HPLC i TLC.
Björkhem i Gustafsson van reportar que la formació de 26-OHC també requeria presència de NADPH i oxigen. Aringer va determinar la formació de 26-OHC, 25-OHC i 24-OHC amb la presència de NADPH o un sistema generador de NADPH. Lund, a diferència dels experiments anteriors, va realitzar l'experiment amb un mitocondri hepàtic de porc. Demostrà la conversió del Chol a 26-OHC, 25-OHC i 24-OHC (proporció 1:0'2:0'4) amb la presència afegida isocitrat en un tampó Tris HCL contenent un 20% de glicerol.
Petrack i Lantario, arran el seu experiment, van reportar que el mitocondri hepàtic de rata catalitzava la formació del 26-OHC a partir del colesterol endogen. No es va obtenir cap 26-OHC amb l'ebullició de les preparacions mitocondrials o amb la presència del ciclosporina o monòxid de carboni. El que sí que van trobar va ser petites quantitats de 25-OHC. Es va veure que la reacció enzimàtica es veia més facilitada amb la presència de cyclodextrina, ja que actua com un coenzim. S'observà que hi ha molècules que ajuden a l'estabilització enzim-substrat augmentant la velocitat de la reacció.
Els experiments de Berseus i de Mitropoulos i Myant varen demostrar l'alt grau d'especificitat que requereix la formació de 26-OHC.
Un estudi va demostrar que és una recció enzimàtica i, com la major part de les reaccions enzimàtiques, té una preferència espacial. S'ha demostrat que l'enzim que catalitza l'oxidació té estereoepecificitat, produeix més quantitat d'un isòmer que de l'altre. La estereoespecificitat difereix segons el tipus d'espècie. Aquest estudi es va realitzar amb els isòmers del 25-OHC: 25R i el 25S.
Altres investigacions també varen reportar que el 24-OHC i el 25-OHC també es poden sintetitzar a partir de la hidroxilació d'esterols o 3b-hydroxy-5a-cholest-8(14)-en-15-one. El 24-OHC també pot ser el resultat de la reducció d'un 24,25-epoxisterol com ho va demostrar Steckbeck.
Rennert et al. demostraren l'expresssió del gen 26-hidroxilasa en les cèl·lules de la granulosa. També es va reportar la dependència del NADPH en la formació del 25-OH-Chol a partir del [3H]Chol a la incubació amb un mitocondri d'un òvul d'una rata super ovulada. Totes les incubacions en van portar a terme sense la presència de aminoglutatimida per a inhibir l'activitat de clivatge de cadena lateral que és molt superior a l'activitat de la 26-hidroxilasa.
Estudis addicionals amb hepatòcits de rata indicaren que la ciclosporina A va causar una inhibició de concentració dependent de la incorporació de [¹⁴C]Chol.
Axelson i Larsson varen descriure a formació del 26-OHC després de la incubació de FCS amb fibroblasts humans normals. Hasan i Kushwaha
 també van observar la formació de 26-OHC en homogeneïtzats del fetge de babuí en presència d'un sistema de generació de NADPH.

### Síntesi dels esterols 7-oxigenats
Un estudi anterior realitzat per Bergström et al. va demostrar que la 7α-hidroxilació implicada en la conversió global del colesterol en àcid clòric es produeix amb pèrdues estereospecífiques del 7α-hidrogen. Més tard Mendelsohn et al. van informar de la conversió del (26-¹⁴C)Chol a 7α-OHC i 7β-OHC a la incubació de preparacions de fetge de rata. Els investigadors van atribuir la formació dels dos hidroxisterols a l'acció enzimàtica i no a l'autoxidació del colesterol.
Després de la realització d'experiments, van poder constatar que els oxisterols 7α-OHC, 7β-OHC, i 7-ketocolesterol, així com els 7-hidroperòxids, són productes de l'autoxidació del colesterol.
D'altra banda hi ha evidències suficients que han demostrat que el 7α-OHC també és un producte enzimàtic, encara que no està tan clar en el cas del 7β-OHC.
El científic Song et al. van informar de la conversió enzimàtica del 7α-OH-Chol a 7-keto-Chol amb microsomes hepàtics d'hàmster en una reacció dependent de NADP. L'activitat d'aquest enzim també s'ha vist en els microsomes hepàtics dels humans.
Dos científics que van estudiar la via de formació dels esterols 7-oxigenats, Teng i Smith van descobrir que també es podien obtenir mitjançant la incubació de colesterol en linoleat d'etil en presència de peroxidasa de rave.

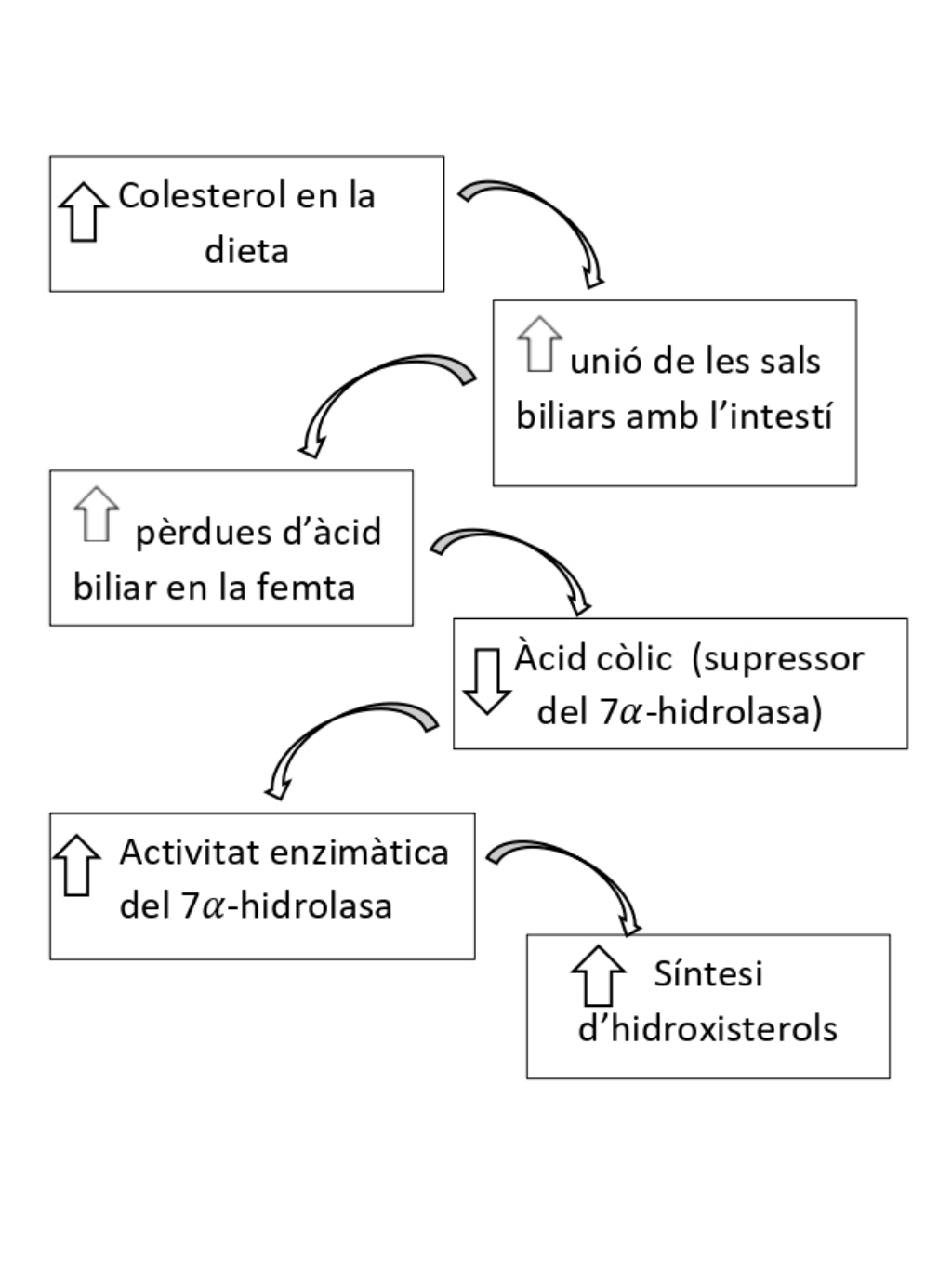
Esquema on es representa com afecta l'augment del colesterol a la síntesi dels hidroxisterols

Arran un estudi basat en l'increment de colesterol a la dieta i com afectava aquest increment en l'activitat enzimàtica del CYP7A en el fetge de les rates, es va suggerir que l'augment de l'activitat enzimàtica induïda pel colesterol va ser deguda a factors "no relacionats amb el flux de colesterol de l'intestí al fetge".
Es va proposar que els alts nivells de colesterol a la dieta causaven un augment en la unió entre els àcids biliars de l'intestí i, per tant, un augment de la pèrdua de l'àcid en la femta. Un grup d'investigadors, Osada et al., van dur a terme un estudi similar administrant colesterol durant 21 dies a rates (joves i adultes) i com aquest produïa un augment de l'activitat enzimàtica del CYP7A. Es va poder concloure que, a més colesterol, es gastaven més sals biliars per facilitar la digestió d'aquest.
Un dels àcids que compon les sals biliars és l'àcid còlic que, a la vegada, és un supressor de la CYP7A hidrolasa, l'enzim que catalitza la síntesi dels hidroxisterols. Per tant, si s'augmenta el percentatge de colesterol en la dieta, s'augmenta l'activitat metabòlica del CYP7A hidrolasa i, per consegüent, la síntesi dels hidroxisterols (veure esquema de la dreta).
Björkhem et al. van informar que els microsomes dels hepatòcits humans catalitzaven la conversió de 26-OHC a cholest-5-ene-3β,7α,26-triol.
D'altra banda, Martin et al., van realitzar una sèrie d'experiments que van portar a la conclusió que l'enzim microsomal responsable de 7α-hidroxilació del 26-OH-Chol no és el CYP7A.
Mentre que la 7α-hidroxilació del colesterol té lloc majoritàriament al fetge, la 7α-hidroxilació del 26-OH i 25-OH esterols la té en altres cèl·lules. Zhang i el seu equip van informar de la formació de 7α-hidròxids derivats de la incubació de 26-OH-Chol i 25-Oh-Chol amb fiboblasts humans, indicant així la formació extrahepàtica dels 7α-hidroxisterols.
Post et al. van informar que el cafestol causava una disminució de l'activitat de CYP7A en funció de la dosi, síntesi d'àcid biliar i l'activitat del cyp26 en hepatòcits de rates cultivats. La disminució en l'activitat de la 7α-hidroxilasa es va associar amb les disminucions en els seus nivells de RNAm i en l'activitat transcripcional de gens de cyp7a.

### Síntesi dels 5,6-epòxids del colesterol i del colestà-3β, 5α, 6β-triol
Un estudi ha informat sobre la transformació de colesterol i β-sitoesterol a 5,6-epòxids i 3β.5α,6β-triols, incubant fraccions de fetge de rata. Aquest estudi indica la complexitat d'aquest procés i conclou amb què la formació dels 5,6-epòxids i els 7-oxigenat esterol no és enzimàtica.
Un altre estudi també va observar la conversió de 5α,6α-epòxid del colesterol, pregnenolona, 3β-hidroxipregn-5-è i 3-desoxiCol als corresponents 5α-6β-glicols a partir de la incubació de peròxids amb microsomes de fetge de vaca.
Watabe va dur a terme un estudi sobre la formació de 5,6-epòxids de diferents Δ{\displaystyle ^{5}}-esteroides i la seva posterior conversió als corresponents 5α,6β-glicols. El sistema que va utilitzar contenia microsomes de fetge de vaca, un generador de NADPH, ions ferrosos i ADP. En aquest mateix estudi també es va concloure que l'oxidació del doble enllaç per a la producció de l'oxisterol és enzimàtica i depèn dels ions ferrosos.
Altres substrats que es van estudiar foren el 3-desoxi-Col (colest-5-è), la pregnenolona i el 3-hidroxipregn-5-è. En cada cas el β-epòxid va ser el producte més abundant.
No hi ha gaire coneixement sobre l'enzim que catalitza la formació del 5α,6β-epoxi-Col o del 5β,6β-epoxi-Col.
Tot i que el mecanisme de formació del 5,6-epoxisterol als pulmons no ha estat estudiat, l'alt nivell d'aquest oxisterol en el teixit pulmonar es relaciona amb l'autooxidació del colesterol. La catalització de la hidratació de l'epòxid esterol i el 5α,6α-epoxi-Col es va trobar que inhibia totalment la hidratació del 9-10-epoxiesterat.
S'ha observat la formació del 5β,6β-epoxi-Col, 5α,6α-epoxi-Col i 5α,6α-diOH-Col a partir de l'oxidació de LDL amb la presència de CuSO{\displaystyle _{4}}

### Síntesi dels 5,6-clorohidrina del colesterol
Un estudi va demostrar que la incubació de colesterol, incorporat dins de vesícules multilamel·lars que contenien fosfatidilcolina amb mieloperoxidasa, produïa una barreja de productes com ara el 5α,6α-epoxy-Chol, 5β,6βepoxi-Chol, 6β-chloro-5α-colestà-3β,5-diol, i altres colesterol clorohidrina d'estructura indeterminada. En posteriors estudis amb absència de l'enzim, l'àcid hipoclorós va resultar en els mateixos productes.
Un altre estudi va documentar l'oxidació in vitro del LDL colesterol amb mieloperoxidasa. En la mostra es van recuperar 6β-cloro-5α-colestà-3β,5-diol, 5-cloro-5α-colestà-3β,6β-diol, i altres clorohidrins.

### Síntesi de 24,25-epoxisterols
Els resultats de diferents estudis indiquen que un esqualè opoxidasa parcialment purificat obtingut a partir de fetge de porc és capaç de catalitzar la conversió d'esqualè a 2,3-epoxiesqualè. Un altre estudi va descobrir que un esquelè opoxidasa parcialment purificat catalitzava la conversió de 23-diepoxiesqualè a 24,25-epoxilanosterol i 24,25-epoxicolesterol.
Per tant, es pot concloure que la formació del 24,25-epoxilanosterol (i del 24,25-epoxi-col format a partir d'aquest) té lloc a partir de ciclatge enzimàtic del 22,23-diepoxiesqualè.

### Síntesi d'esterols 32-oxigenats
Tot i que no s'ha pogut trobar el procés de formació exacte d'aquest oxisterol, diferents estudis han trobat la relació entre la síntesi d'esterols 32-oxigenats i les següents molècules.
El citocrom P450 que participa en l'eliminació del grup esterol 14α-metil, precursors del colesterol, ha pogut ser purificat en diversos estudis a partir de fetge de rata o de porc. Diferents estudis, en les següents condicions d'incubació (van limitar els nivells de NADPH en la presència de NADH, van mantenir un pH elevat i van limitar els nivells d'enzims i proteïnes) i van aconseguir afavorir l'acumulació de lanost-8-ene-3β,32-diol i de 3β-hidroxilanost-8-en-32-al a partir de la incubació de lanost-8-ene-3b-ol.

## Funcions

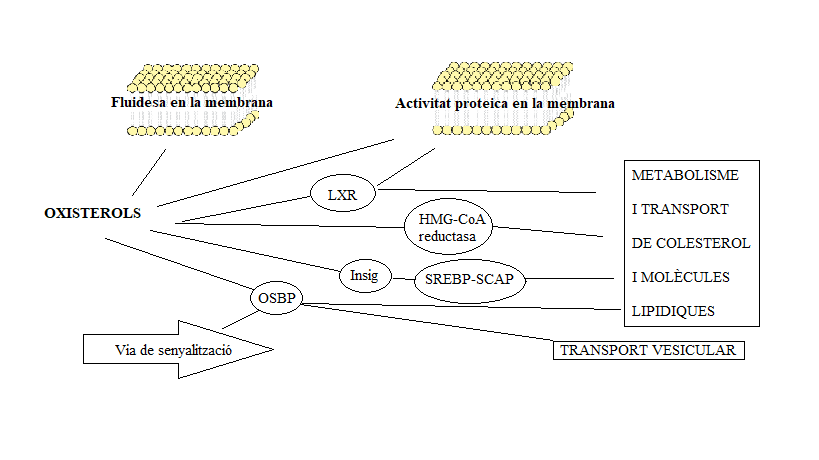
Esquema de les funcions dels oxisterols.

Els oxisterols són reguladors importants de molts processos biològics de la cèl·lula. La regulació del metabolisme (homeòstasi) dels esterols com el colesterol està mediada de diverses formes, mitjançant factors de transcripció, per interacció amb proteïnes d'unió a l'oxisterol OSBPs o per regulació de (HMG-Coa) reductasa, un enzim clau del metabolisme del colesterol. Els oxisterols influeixen en les propietats biofísiques de les membranes lipídiques, com l'ordenació de la bicapa i tenen un paper molt important en el transport vesicular. Els oxisterols també interaccionen amb proteïnes de membrana integral o perifèrica i són capaços de modular la seva activitat, per exemple, dels transportadors ABC o Na+ / K+ ATPasa. A més, també interaccionen amb les proteïnes de la via de senyalització i poden modular la senyal Hedgehog, Wnt o MAP kinase.

### Homeòstasi del colesterol
L'oxisterol 24 (S) i el 25-epoxicolesterol no es deriven de manera directa del colesterol, sinó d'un intermedi en la via de síntesi del colesterol. Com a conseqüència de la curta semivida dels oxisterols i la baixa abundància respecte del colesterol (fins a 10^6 vegades menys), els oxisterols proporcionen una retroalimentació negativa altament sensible sobre l'homeòstasi del colesterol, encara que la seva importància en aquest procés s'ha posat en dubte.
Els oxisterols com el 25-hydroxycholesterol promouen la retenció de Scap / SREBP a la membrana del reticle endoplasmàtic, i ho fan amb més potència que el colesterol. Mentre que el colesterol s'uneix a Scap i promou la seva unió a Insig, els oxisterols s'uneixen directament a Insig i indueixen la unió a Insig-Scap. La unió d'oxisterols a Insig i el colesterol a Scap té un efecte sinèrgic en la formació d'un complex inactiu Insig / Scap / SREBP que impedeix la unió de la COPII a Scap, abrogant el moviment del reticle endoplasmàtic a l'aparell de Golgi i reduint la quantitat del colesterol cel·lular.

### Biosíntesi del colesterol
Els oxisterols també són reguladors de la biosíntesi del colesterol. Aquests actuen com a lligands dels receptors X del fetge, inhibint la transcripció de gens clau per la biosíntesi del colesterol i estan implicats en la inhibició o acceleració de la degradació d'enzims, com l'HMG-CoA reductasa i l'esqualè sintetasa.
Particularment, el 25-hidroxicolesterol té un efecte regulador en la biosíntesi de l'esfingomielina, la qual, juntament amb el colesterol, és necessària per formar els lipid rafts a les membranes i per regular l'activitat de proteïnes en el desenvolupament de l'embrió.

### Transport i transferència de lípids
El transport i la transferència de lípids és dut a terme, en part, pels oxisterols. També actuen i treballen en els MCS (membrane contact sites) per controlar la transferència de colesterol. En les cèl·lules dels mamífers, la proteïna d'unió a l'oxisterol (OSBP) o les seves proteïnes relacionades (ORP) són bons candidats per fer de sensors o transportadors de colesterol. L'OSBP es va identificar per primer cop com una proteïna d'unió citosòlica d'alta afinitat específica amb els oxisterols com el 25-hidroxicocolesterol. Tots els OSBP / ORP comparteixen un domini conservat de P400 aminoàcids relacionat amb OSBP (ORD) que es troba en el carboni terminal d'OSBP, que s'ha demostrat que s'uneix al colesterol i als oxisterols. En el l'extrem amino de les proteïnes sovint tenen el domini d'homologia de pleckstrina (PH) i un motiu FFAT (difenialalanina en un tracte àcis) pel direccionament de membrana. Per tant, els membres de la família OSBP/ORP i els oxisterols als que s'uneixen tenen els requisits estructurals per formar MCS i transferir lípids.

### Funció dels oxisterols al cervell
El colesterol al cervell és independent al colesterol en el corrent sanguini. Això comporta que hi hagi d'haver una autoregulació i constància en el contingut de lípids a les membranes i a la mielina. Per poder fer això és necessària la intervenció dels oxisterols, ja que aquest colesterol no és capaç de creuar la barrera hematoencefàlica. Quan s'afegeix un grup hidroxil a la cadena secundària, el 24-hidroxicolesterol, també conegut com a cerebrosterol, reordena la membrana fosfolipídica per facilitar l'expulsió del metabòlit. Aquest últim passa fins al corrent sanguini i és transportat per lipoproteïnes al fetge. A més a més, aquest oxisterol també regula la transcripció de ApolipoproteÏna E.

## Nivell d'oxisterol en sang
Per entendre el potencial fisiològic o la importància fisiopatològica dels oxisterols a la biologia i la medicina, molts investigadors s'han centrat en la determinació dels nivells d'oxisterol dins el plasma i altres teixits. S'han trobat nivells alts de certs oxisterols en cataractes, a les membranes d'eritròcits en pacients amb anèmia de cèl·lules falciformes i dins el plasma en pacients amb afeccions al fetge.
Trobar un valor aproximat del nivell d'oxisterol en sang és complicat a causa de la dificultat en la separació i identificació dels diferents tipus d'oxisterols. Per trobar el nivell d'oxisterol en sang s'ha de controlar les condicions de saponificació de la mostra a causa que un gran nombre d'oxisterols pot patir una esterificació a àcids grassos. També s'ha de tenir en compte l'autooxidació del colesterol, que és present en grans quantitats dins el plasma i podria generar un nombre més elevat d'oxisterols a la mostra del que hi havia originalment.
En la següent taula hi ha representats els nivells d'oxisterol en humans que es van trobar en diferents estudis.
Nivell d'oxisterol dins el plasma (en μM) en humans
| Oxisterol        | Ref.1 | Ref. 2 | Ref. 3 | Ref. 4 | Ref. 5  | Ref. 6 | Ref. 7 | Ref. 8 | Ref. 9 | Ref. 10 | Ref. 11 | Ref. 12 |
| ---------------- | ----- | ------ | ------ | ------ | ------- | ------ | ------ | ------ | ------ | ------- | ------- | ------- |
| 26-OH-Chol       | 0.417 | 0.202  | 0.199  | 0.383  | 0.410   |        | 0.396  | 0.438  |        |         | 0.438   |         |
| 25-OH-Chol       |       | <0.008 | 0.019  | 0.005  | 0.002   |        | 0.017  |        | 0.026  |         |         |         |
| 24-OH-Chol       |       | 0.091  |        | 0.159  | 0.177   |        | 0.206  |        |        |         |         |         |
| 22-OH-Chol       |       | <0.003 |        |        |         |        |        |        |        |         |         |         |
| 20-OH-Chol       |       | <0.005 |        |        |         |        |        |        |        |         |         |         |
| 19-OH-Chol       |       | <0.003 |        |        |         |        |        |        |        |         |         |         |
| 7α-OH-Chol       |       | 0.027  | 0.286  | 0.107  | 0.092   |        | 0.100  |        |        |         |         | 0.237   |
| 7-β-OH-Chol      |       | 0.001  | 0.175  | 0.008  | <0.0007 | 0.079  | 0.019  |        | 0.038  | 2.2     |         |         |
| 7-Keto-Chol      |       |        |        | 0.055  |         |        | 0.030  |        | 0.121  | 4.8     |         |         |
| 5α,6α-Epoxy-Chol |       | 0.003  | 0.059  | 0.015  |         |        | 0.022  |        | 0.051  | 3.2     |         |         |
| 5β,6β-Epoxy-Chol |       | 0.003  | 0.189  | 0.065  |         |        | 0.075  |        | 0.029  | 6.0     |         |         |
| 5α,6β-diOH-Chol  |       | <0.006 | 0.048  | 0.064  |         |        |        |        |        | 1.4     |         |         |
| 4β-OH-Chol       |       |        |        |        | 0.090   |        |        |        |        |         |         |         |

Referència als estudis de la taula: ref. 1:, ref. 2:, ref. 3:, ref. 4:, ref 5:, ref. 6:, ref 7:, ref. 8:, ref 9:, ref. 10:, ref 11:, ref 12:
Tot i que se sap poc sobre la regulació dels nivells d'oxisterols, diferents estudis han trobat la relació entre l'augment o disminuació d'oxisterol i la presència de certes substàncies. En un estudi, el nivell d'oxisterol desesterificat 7a-OH-Chol va augmentar en un tractament amb colestiramina i va disminuir després d'un tractament amb àcid biliar; per tant la quantitat d'aquest oxisterol varia en condicions que pertorben l'homeòstasi de l'àcid biliar.

## Malalties associades
Els oxisterols estan relacionats amb malalties cardiovasculars, neurodegeneratives i amb l'evolució d'alguns càncers. A continuació es veu l'efecte més detallat que tenen en aquest tipus de malalties.

### Malalties nervioses
Els oxisterols tenen un efecte citotòxic a les cèl·lules nervioses. Concretament, el 7-beta-hidroxicolesterol provoca la mort de les cèl·lules de l'escorça cerebral i el 25-hidroxicolesterol té el mateix efecte amb les cèl·lules micròglies, que defensen el sistema nerviós de virus.
Aquesta citotoxicitat es creu que és deguda a què els oxisterols condensen la membrana cel·lular quan es queden adherits a ella, poden alterar el metabolisme de la cèl·lula si aquesta té un excés de lípids i també poden canviar les proteïnes del citoesquelet, entre d'altres.
Això implica que es considerin els oxisterols com a factors causants de malalties com l'Alzheimer o la Malaltia de Parkinson.

#### Alzheimer
Les persones que tenen problemes d'hipercolesterolèmia i estrès oxidatiu són més propenses convertir el colesterol en oxisterols, per reduir l'excés del primer. Concretament, aquestes persones són més propenses a crear alts nivells de 27-hidroxicolesterol.
Com que una de les característiques dels oxisterols és la capacitat de travessar la barrera hematoencefàlica, és important que els nivells d'aquests es mantinguin regulats. És important que hi hagi una ràtio entre el 27-hidroxicolesterol i el 24-hidroxicolesterol determinada. Aquesta varia entre les diverses zones del cervell. Per exemple: al lòbul frontal, la ràtio és de 1:8. Al lòbul occipital, de 1:5 i al gangli basal de 1:10.
Si es creen alts nivells de 27-hidroxicolesterol, aquesta ràtio queda descompensada, cosa que té conseqüències neurodegeneratives. Tant és així que s'ha trobat que les persones amb malaltia d'Alzheimer tenen nivells molt alts de 27-hidroxicolesterol.

#### Malaltia de Parkinson

Efecte del 24-hidroxicolesterol i el 27-hidroxicolesterol en la Malaltia de Parkinson.

El 24-hidroxisterol i el 27-hidroxisterol estan associats a la malaltia de Parkinson, ja que tenen efectes sobre la regulació de proteïnes involucrades en el desenvolupament de la malaltia i les dues poden tenir efectes citotòxics. També s'ha demostrat que un tractament amb la combinació dels dos oxisterols redueix els nivells de noradrenalina, però que un tractament amb només el 24-hidroxisterol no té efecte. A continuació es pot veure una il·lustració de l'efecte dels dos oxisterols sobre la malaltia i una explicació detallada:
Efectes del 24-hidroxisterol:
El 24-OHC incrementa els nivells de tirosina hidroxilasa i la fosfotirosina hidroxilasa, cosa que causa que es produeixi dopamina.
Efectes del 27-hidroxisterol
El 27-OHC incrementa els nivells d'alfa-sinucleïna mal estructurada i indueix l'apoptosi de les cèl·lules. A més a més, aquest tipus d'oxisterol augmenta la transcripció de la proteïna LXR-beta i disminueix la transcripció de la tirosina hidroxilasa.

### Càncer de mama
Els oxisterols tenen un rol important en el càncer de mama. Concretament, aquests són els causants de la migració de MCF-7 i del MDA-MB-1, cèl·lules canceroses. Això porta a pensar que els òxids del colesterol estimulen la metàstasi als ossos en els pacients de càncer de mama. A més a més, després que alguns pacients fossin exposats al 27-hidroxicolesterol, les cèl·lules canceroses de la mama tenien nivells més baixos de E-cadherines i catenina -beta. Finalment, el 27-hidroxicolesterol també promou el creixement cel·lular dels MCF-7.
Aquests oxisterols interfereixen amb la teràpia hormonal del càncer i poden afectar-ne els resultats.

### Càncer de pròstata
El 27-hidroxicolesterol pot influenciar al càncer de pròstata, ja que estimula la proliferació de les cèl·lules i augmenta l'activitat transcripcional dels receptors androgènics. A més a més, segons estudis recents, s'ha demostrat que pot reduir l'efecte del Docetaxel (medicament que interfereix amb el creixement i propagació de cèl·lules canceroses).

### Arterioesclerosi
Els oxisterols es formen amb l'oxidació de les proteïnes de baixa densitat (LDL). Només la meitat d'aquests oxisterols són absorbits, la resta queden al corrent sanguini. A més a més, aquests oxisterols tenen caràcter citotòxic, provoquen la inflamació i l'apoptosi de les cèl·lules sanguínies. Això té un pes força gran en l'inici de la malaltia.
Per altra banda, un estudi del 2012 portat per Sentzu et al., va demostrar que els oxisterols afecten la rigidesa de les cèl·lules endotelials un cop entren a la membrana cel·lular, cosa que també indueix el desenvolupament de la malaltia.
Tot i així, l'efecte més important que tenen en l'arterioesclerosi és en zones on la malaltia ja ha començat, ja que la presència d'oxisterols fa que la lesió creixi més ràpidament. Això va ser demostrat el 2012 en un estudi fet per Gargiulo et al.

## Productes on es troba
Els oxisterols es troben en grans quantitats en els següents productes:

### Ous i derivats
Els ous tenen un gran contingut de colesterol. Això comporta que quan aquest s'oxida, també hi hagi uns grans nivells d'oxisterol. Els més freqüents són el 25-hidroxicolesterol, el 7-cetocolesterol i l'epoxi-5,6-beta-colesterol.

### Productes làctics
Quan la llet es deshidrata o s'utilitza com a ingredient per elaborar altres aliments, es produeix l'oxidació del colesterol, creant principalment el 5,6-beta-epoxicolesterol, el 7-alfa- i 7-beta-hidroxicolesterol.

### Peix
Encara que el peix majoritàriament porti molts d'àcids grassos poliinsaturats, en el peix fresc s'hi ha detectat el 25-hidroxicolesterol i, al peix sec, a més del 25-hidroxicolesterol, el 7-cetocolesterol, el 7-beta-hidroxicolesterol i el 5,6-alfa-epòxit i el 5,6-beta-epòxit.

### Carn
Com que el nivell de colesterol a la carn és molt elevat, quan s'escalfa o es fregeix, els oxisterols també són molt comuns. Els més freqüents són el 5,6-alfa-epòxit i el 25-hidroxicolesterol.
A la taula de continuació es pot veure la quantitat d'oxisterols segons l'aliment i les condicions en què es troba.
| ALIMENTS                                                                  | ALIMENTS              | CONDICIONS                    | QUANTITAT EN PPM      |
| OUS I DERIVATS                                                            | Rovell de l'ou        | Sec                           | no en té              |
| OUS I DERIVATS                                                            | Ou fresc              | Comercial                     | pràcticament no en té |
| PRODUCTES LÀCTICS                                                         | Crema de llet en pols | Emmagatzemada de 3 a 37 mesos | 0-23,3                |
| PRODUCTES LÀCTICS                                                         | Llet en pols          | Emmagatzemada 2 mesos         | 0-9,2                 |
| PRODUCTES LÀCTICS                                                         | Formatge              | Blanquejat                    | 4-110                 |
| PEIX                                                                      | Peix                  | Fresc                         | no en té              |
| PEIX                                                                      | Salmó                 | Fumat                         | 2,4-7,3               |
| PEIX                                                                      | Anxoves               | Bullides i després dessecades | 60,6-108              |
| PEIX                                                                      | Bacallà               | Salat i després dessecat      | 0,2-9,7               |
| CARN                                                                      | Carn de vaca          | Radiada                       | 2,7-183               |
| CARN                                                                      | Carn de porc          | Dessecada i congelada         | 12,5-259,8            |
| CARN                                                                      | Pollastre             | Cru                           | 5,8 - 12,9            |
| Quantitat d'oxisterol en aliments segons les condicions en què es troben. |                       |                               |                       |

Tot i així, actualment s'estan utilitzant mecanismes que eviten la formació dels oxisterols. Algunes d'aquestes mesures són: afegir antioxidants, salar els aliments, reduir la concentració d'oxigen que presenten i canviar els empaquetaments.